# RMS Oceanic (1870)
O RMS Oceanic foi um navio transatlântico que fez parte da frota da armadoria inglesa White Star Line, que era constituida na época  por diversos armadores.

## História
Em sua viagem inaugural o Oceanic partiu do porto de Liverpool em 2 de março de 1871, com apenas 64 passageiros. O navio retornou ao porto por causa de sobreaquecimento nos rolamentos no motor.
RMS Oceanic teve três navios irmãos: Atlantic, Baltic e o Republic. Todos com a mesma dimensão, tendo tonelagens diferentes. O sucesso dos quatro transatlânticos levou a White Star a encomendar outros dois navios o Adriatic e o Celtic.

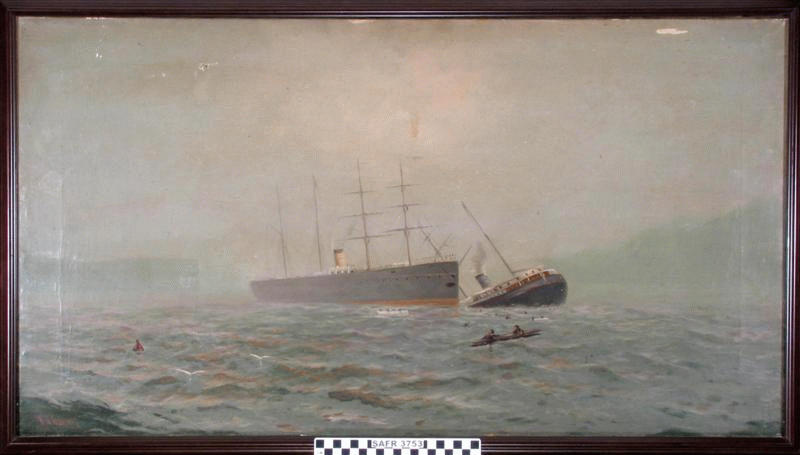
Em agosto de 1888 o RMS Oceanic bateu e afundou o City of Chester.

O navio estabeleceu recorde de velocidade entre os portos de Yokohama e San Francisco em dezembro de 1876, quebrando o seu próprio recorde para o mesmo percurso, em novembro de 1889, com o tempo de 13 dias, 14 horas e 5 minutos.
Em 1882 a embarcação colidiu com o vapor costeiro City of Chester no estreito Golden Gate na entrada da baía de São Francisco, California. O City of Chester foi cortado ao meio e naufragou, das 90  pessoas a bordo 16 morreram.

## Características

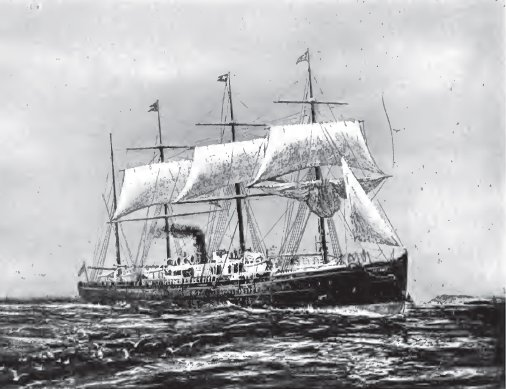
RMS Oceanic (foto da pintura de William Lionel Wyllie).

Foi considerado inovador para os navios de transporte de passageiros da época, sendo basicamente um clipper, modernizado. Com apenas uma chaminé e quatro mastros para velas, típico dos clipper, tinha o casco em aço dividido em 11 compartimentos estanques. Construído pelo estaleiro Harland and Wolff em Belfast, Irlanda do Norte, foi lançado ao mar em 27 de agosto de 1870.
O Oceanic era movido por uma combinação de energia a vapor e velas. A embarcação tinha instalado 12 caldeiras a vapor e um motor de quatro cilindros a vapor composto, que juntos em um único eixo permitia que fosse alcançada uma velocidade máxima de 14,5 nós. O navio era equipado com quatro mastros com completo cordame. As acomodações comportavam 166 passageiros na primeira classe e 1 000 passageiros de terceira classe.